# Myzomela vulnerata
El mielero culirrojo (Myzomela vulnerata) es una especie de ave paseriforme de la familia Meliphagidae endémica de Timor.

## Distribución y hábitat
Se encuentra únicamente en las selvas tropicales de la isla de Timor, en las islas menores de la Sonda.